# 샹시 투자족 먀오족 자치주
샹시 투자족 먀오족 자치주(상서토가족자치주, 중국어: 湘西土家族苗族自治州, 병음: Xiāngxī Tǔjiāzú Miáozú Zìzhìzhōu)는 중화인민공화국 후난성 서부에 위치하는 자치주이다. 투자 족 및 먀오 족의 집단거주지이며, 투자족(105만명), 먀오족(86만명) 등 소수민족이 총 인구의 72.9%를 차지한다.

## 지리
동북쪽은 후난 성 장자제 시 융딩 구, 쌍즈 현, 동남쪽은 화이화 시 위안링 현, 천시 현, 마양 먀오족 자치현과 접하고, 서남은 구이저우성 퉁런 지구 쑹타오 먀오족 자치현, 서쪽은 충칭시 모장 개발구 슈산 투자족 먀오족 자치현, 서북쪽은 후베이성 언스 투자족-먀오족 자치주의 라이펑 현, 쉬안언 현과 접한다.
기후는 아열대성 기후로 연평균 기온은 15～16.9℃이고 최고기온기록은 40.5℃이고 최저기온기록은 -5.5℃이다. 연평균 강수량은 1300~1500mm이고 무상일수는 250~280일이다.

## 역사
명대에는 영순, 보정주선위사(保靖州宣慰司)가 설치된 토사(소수민족 수령) 지배 지역이었고, 청대에 영순부 등이 설치되어 직접 지배지가 되었다. 중화인민공화국 성립 후, 1952년 8월 1일 10현으로 샹시 먀오족 자치구가 성립했다. 수도는 서북 시로현(현 지서우 시)이었다. 1955년 4월 28일 샹시 먀오족 자치주로 개명하였고, 1957년 9월 20일 샹시 투자족 먀오족 자치주라고 개칭했다.

## 행정 구역

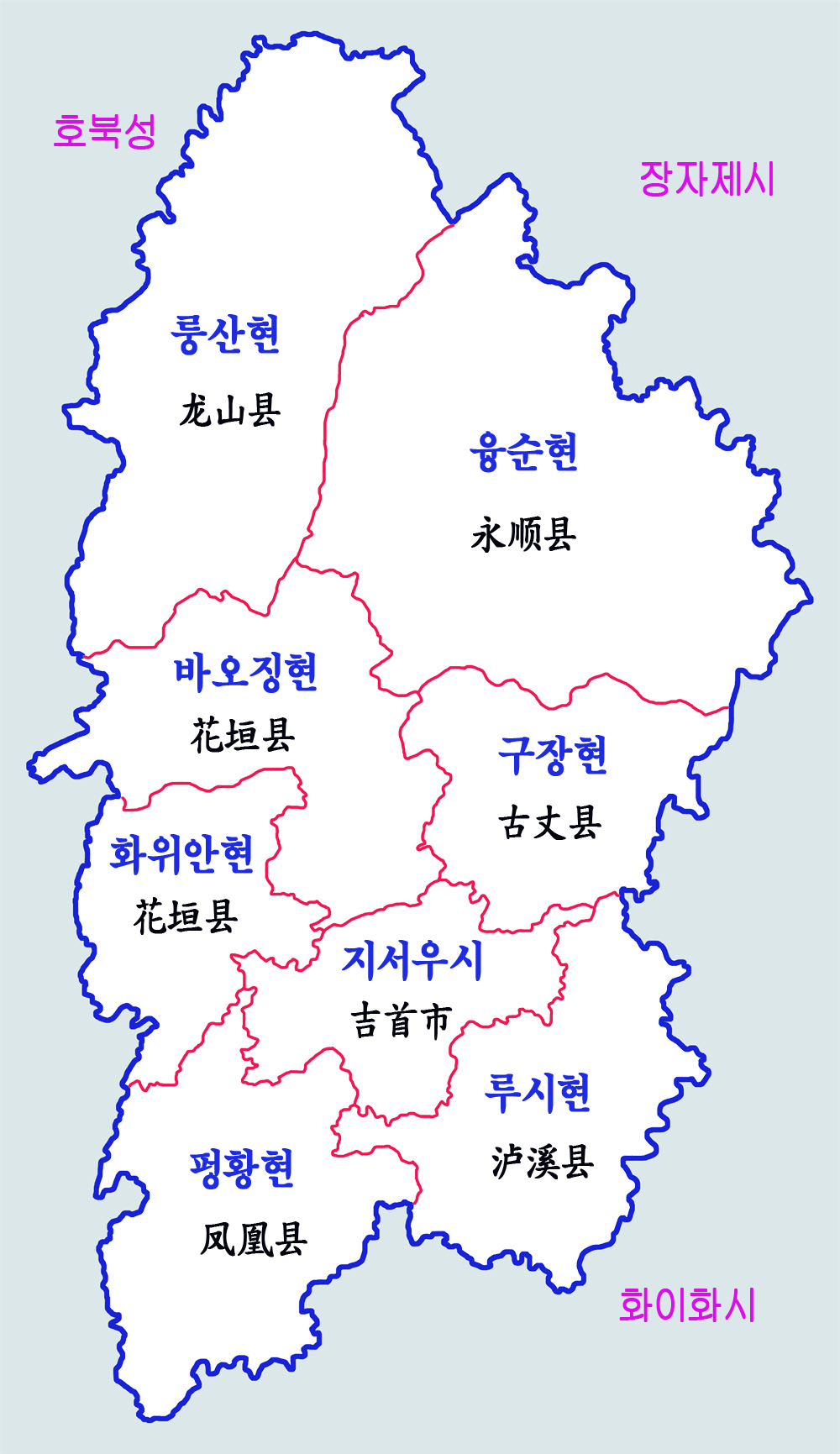
샹시자치주 현급구역

1개의 현급시, 7개의 현을 관할한다.
현급시
- 지서우 시(吉首市)

현
- 루시 현(瀘溪県)
- 펑황 현(鳳凰県)
- 구장 현(古丈県)
- 화위안 현(花垣県)
- 바오징 현(保靖県)
- 융순 현(永順県)
- 룽산 현(龍山県)

## 문화
샹시의 문화는 후난성 주변의 일반적인 문화와는 확연히 다른 독창성을 가지고 있다. 이것은 샹시에 사는 투자족과 먀오족에 기인한 것으로 그들만의 독특한 문화를 가지고 있다.
- 봉황현성은 잘 보존된 샹시의 작은 성으로 국가역사문화명성에 지정되어 있다.
- 묘강장성은 중국남장성 또는 남방장성으로 불리며, 장강 이남의 유일한 장성이다. 2003년 조훈현 9단과 창하오 9단의 무림 바둑으로 유명해졌다. 300평 규모의 바둑 판에 흑백의 소림 무술 제자들이 대국 바둑돌에 따라 무술을 펼치며, 자리를 잡으며 볼거리를 펼친 이날 대결에서 조훈현 9단이 승리하였다. 2005년 이창호 9단과 창하오 9단의 인간바둑돌 대결로 한국에도 소개된 적이 있다. 2007년에도 이곳에서 이세돌 9단과 뤄시허 9단이 바둑을 겨루어 뤄시허 9단이 승리하였으며, 2009년 9월 12일부터 14일까지 이세돌 9단과 구리 9단이 격돌한다.[1]